# Prestanda (TV-serie)
Prestanda, svenskt motorprogram på TV3. Har sänts i två omgångar; under 1997 med Lydia Capoliccio, Gunnar Dackevall och Hasse Aro som programledare, och under 2003 med Gry Forssell, Jesper Henricson, Fredrik Huldt och Dackewall.